# 271-й истребительный авиационный полк
271-й истребительный авиационный полк (271-й иап) — воинская часть Военно-воздушных сил (ВВС) Вооружённых Сил РККА, принимавшая участие в боевых действиях Великой Отечественной войны.

## Наименования полка
За весь период своего существования полк несколько раз менял своё наименование:
- 271-й истребительный авиационный полк;
- 64-й гвардейский истребительный авиационный полк;
- 64-й гвардейский истребительный авиационный Краснознамённый полк;
- 64-й гвардейский истребительный авиационный Оршанский Краснознамённый полк;
- 64-й гвардейский истребительный авиационный Оршанский Краснознамённый ордена Александра Невского полк;
- 705-й гвардейский истребительный авиационный Оршанский Краснознамённый ордена Александра Невского полк;
- Полевая почта 35403.

## Создание полка
271-й истребительный авиационный полк начал формироваться 15 февраля 1941 года на базе 1-й отдельной истребительной авиационной эскадрильи в Северо-Кавказском военном округе в г. Ростов-на-Дону на самолётах И-153 и И-15 бис на основе директивы Генерального штаба РККА

## Преобразование полка
271-й истребительный авиационный полк преобразован 18 марта 1943 года путём переименования в 64-й гвардейский истребительный авиационный полк за образцовое выполнение боевых задач и проявленные при этом мужество и героизм на основании Приказа НКО СССР.

## В действующей армии
В составе действующей армии:
- с 7 октября 1941 года по 30 июня 1942 года, итого — 266 дней,
- с 22 октября 1942 года по 18 марта 1943 года, итого — 147 дней,

Всего 413 дней

## Командиры полка
- майор Попов Иван Иванович[4], 15.02.1941 — 14.10.1941
- подполковник Разсудков Арсений Михайлович[4], 14.10.1941 — 18.03.1943

## В составе соединений и объединений
| Период        | Фронт (округ)                   | армия               | корпус                                            | дивизия                                            | примечание |
| ------------- | ------------------------------- | ------------------- | ------------------------------------------------- | -------------------------------------------------- | --- |
| 15.02.1941 г. | Северо-Кавказский военный округ | ВВС округа          |                                                   |                                                    | Ростов-на-Дону, И-153 и И-15 бис |
| 01.09.1941 г. | Северо-Кавказский военный округ | ВВС округа          |                                                   | 73-я смешанная авиационная дивизия                 | Ростов-на-Дону, И-153 |
| 05.09.1941 г. | Южный фронт                     |                     |                                                   | 73-я смешанная авиационная дивизия                 | 3-я эскадрилья капитана Фаткулина Ф. М. убыла на фронт на И-153 под Днепропетровск, 1-я и 2-я эскадрилья остались для переучивания на ЛаГГ-3 |
| 28.09.1941 г. | Северо-Кавказский военный округ |                     |                                                   | 73-я смешанная авиационная дивизия                 | полк переучен на ЛаГГ-3 |
| 29.09.1941 г. | Северо-Кавказский военный округ |                     |                                                   | 73-я смешанная авиационная дивизия                 | полк получил 20 ЛаГГ-3 |
| 07.10.1941 г. |                                 | 56-я армия          |                                                   | 73-я смешанная авиационная дивизия                 | ЛаГГ-3 |
| 15.10.1941 г. |                                 | 56-я армия          |                                                   | 73-я смешанная авиационная дивизия                 | первая воздушная победа на ЛаГГ-3 |
| 25.10.1941 г. | Южный фронт                     | 56-я армия          |                                                   | 73-я смешанная авиационная дивизия                 | ЛаГГ-3 |
| 20.02.1942 г. | Юго-Западный фронт              | 57-я армия          |                                                   |                                                    | ЛаГГ-3, пополнен самолётами И-16 |
| 06.04.1942 г. | Южный фронт                     | ВВС фронта          |                                                   |                                                    | ЛаГГ-3, пополнен самолётами И-16 |
| 05.05.1942 г. | Южный фронт                     | 4-я воздушная армия |                                                   |                                                    | ЛаГГ-3, И-16 |
| 22.05.1942 г. | Южный фронт                     | 4-я воздушная армия |                                                   |                                                    | учебно-тренировочный центр 4-й ВА, ЛаГГ-3, И-16                                                                                              |
| 22.05.1942 г. | Сибирский военный округ         |                     |                                                   | 19-й запасной авиационный полк                     | Толмачево, Як-7Б |
| 18.09.1942 г. | Московский военный округ        |                     |                                                   | 274-я истребительная авиационная дивизия           | Як-7Б |
| 19.09.1942 г. | Московский военный округ        |                     | 1-й истребительный авиационный корпус             | 274-я истребительная авиационная дивизия           | в состав полка вошла 3-я эскадрилья 929-го иап Як-7Б                                                                                         |
| 22.10.1942 г. | Калининский фронт               | 3-я воздушная армия | 1-й истребительный авиационный корпус             | 274-я истребительная авиационная дивизия           | в состав полка вошла 3-я эскадрилья 929-го иап Як-7Б                                                                                         |
| 27.02.1943 г. | Северо-Западный фронт           | 6-я воздушная армия | 1-й истребительный авиационный корпус             | 274-я истребительная авиационная дивизия           | Як-7Б |
| 18.03.1943 г. | Северо-Западный фронт           | 6-я воздушная армия | 1-й гвардейский истребительный авиационный корпус | 4-я гвардейская истребительная авиационная дивизия | переименован в гвардейский, Як-7Б |

## Участие в операциях и битвах

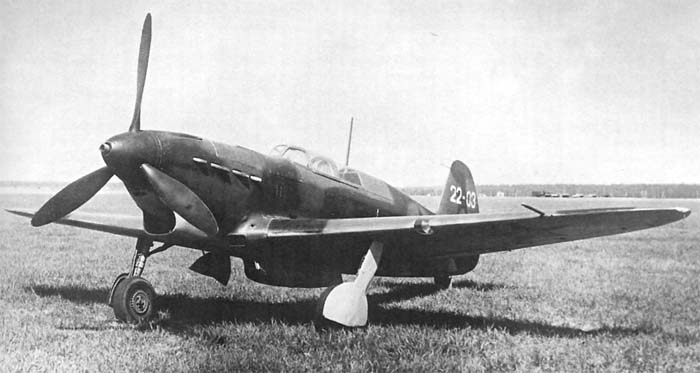
Истребитель Як-7

- Ростовская операция с 5 ноября 1941 года по 2 декабря 1941 года
- Барвенково-Лозовская операция с 18 января 1942 года по 31 января 1942 года
- Харьковская операция с 12 мая 1942 года по 25 мая 1942 года
- Великолукская операция, с 23 ноября 1942 года по 18 марта 1943 года
- Демянская операция, с 15 февраля 1943 года по 28 февраля 1943 года

## Отличившиеся воины полка
Из состава 3-й эскадрильи полка, отправленной на Южный фронт и вошедшей в состав 44-й истребительной авиационной дивизии в качестве отельной истребительной авиационной эскадрильи звание Герой Советского Союза присвоено 8-ми лётчикам:
- Фаткулин Фарит Мухаметзянович, капитан, командир 3-й эскадрильи 271-го истребительного авиационного полка ВВС Северо-Кавказского военного округа, вошедшей в состав 44-й истребительной авиационной дивизии в качестве отельной истребительной авиационной эскадрильи, Указом Президиума Верховного Совета СССР от 20 ноября 1941 года «за образцовое выполнение боевых заданий командования на фронте борьбы с немецко-фашистскими захватчиками и проявленные при этом мужество и героизм» присвоено звание Героя Советского Союза со вручением ордена Ленина и медали «Золотая Звезда» (№ 564)
- Перепелица Александр Михайлович, младший лейтенант, командир звена 3-й эскадрильи 271-го истребительного авиационного полка ВВС Северо-Кавказского военного округа, вошедшей в состав 44-й истребительной авиационной дивизии в качестве отельной истребительной авиационной эскадрильи, Указом Президиума Верховного Совета СССР от 20 ноября 1941 года «за образцовое выполнение боевых заданий командования на фронте борьбы с немецко-фашистскими захватчиками и проявленные при этом мужество и героизм» присвоено звание Героя Советского Союза со вручением ордена Ленина и медали «Золотая Звезда» (№ 661)
- Коцеба Григорий Андреевич, лейтенант, командир звена 3-й эскадрильи 271-го истребительного авиационного полка ВВС Северо-Кавказского военного округа, вошедшей в состав 44-й истребительной авиационной дивизии в качестве отельной истребительной авиационной эскадрильи, Указом Президиума Верховного Совета СССР от 20 ноября 1941 года «за образцовое выполнение боевых заданий командования на фронте борьбы с немецко-фашистскими захватчиками и проявленные при этом мужество и героизм» присвоено звание Героя Советского Союза со вручением ордена Ленина и медали «Золотая Звезда» (№ 641)
- Васильев Борис Михайлович, старший политрук, заместитель командира 3-й эскадрильи 271-го истребительного авиационного полка ВВС Северо-Кавказского военного округа, вошедшей в состав 44-й истребительной авиационной дивизии в качестве отельной истребительной авиационной эскадрильи, Указом Президиума Верховного Совета СССР от 20 ноября 1941 года «за образцовое выполнение боевых заданий командования на фронте борьбы с немецко-фашистскими захватчиками и проявленные при этом мужество и героизм» присвоено звание Героя Советского Союза со вручением ордена Ленина и медали «Золотая Звезда» (№ 643)
- Вострухин Пётр Михайлович, младший лейтенант, старший лётчик 271-го истребительного авиационного полка 274-й истребительной авиационной дивизии 1-го истребительного авиационного корпуса 3-й воздушной армии Указом Президиума Верховного Совета СССР 1 мая 1943 года удостоен звания Герой Советского Союза. Золотая Звезда № 928.
- Глухих Иван Михайлович, капитан, штурман 271-го истребительного авиационного полка 274-й истребительной авиационной дивизии 1-го истребительного авиационного корпуса 3-й воздушной армии Указом Президиума Верховного Совета СССР 1 мая 1943 года удостоен звания Герой Советского Союза. Золотая Звезда № 929.
- Муравьёв Павел Игнатьевич, старший лейтенант, командир эскадрильи 271-го истребительного авиационного полка 274-й истребительной авиационной дивизии 1-го истребительного авиационного корпуса 3-й воздушной армии Указом Президиума Верховного Совета СССР 1 мая 1943 года удостоен звания Герой Советского Союза. Золотая Звезда № 932.
- Хасин Виктор Яковлевич, капитан, командир эскадрильи 271-го истребительного авиационного полка 274-й истребительной авиационной дивизии 1-го истребительного авиационного корпуса 3-й воздушной армии Указом Президиума Верховного Совета СССР 1 мая 1943 года удостоен звания Герой Советского Союза. Золотая Звезда № 936.

## Статистика боевых действий
Всего за годы Великой Отечественной войны полком:
| Выполнено боевых вылетов | Сбито самолётов в воздухе | Уничтожено самолётов всего |
| ------------------------ | ------------------------- | -------------------------- |
| 2980                     | 92                        | 105                        |

Свои потери:
| Потеряно самолётов, всего | Погибло лётчиков всего |
| ------------------------- | ---------------------- |
| 30                        | 17                     |

## Самолёты на вооружении
| Период      | Самолёты    |
| ----------- | ----------- |
| 1941 — 1942 | ЛаГГ-3      |
| 1942 — 1943 | Як-1, Як-7Б |